# 1270
Năm 1270 là một năm trong lịch Julius.